# Dolní Orlice (przystanek kolejowy)
Dolní Orlice – przystanek kolejowy w Dolní Orlice, w kraju pardubickim, w Czechach. Znajduje się na wysokości 565 m n.p.m.
Na przystanku nie ma możliwości zakupu biletu, a obsługa podróżnych odbywa się w pociągu.

## Linie kolejowe
- 024 Ústí nad Orlicí - Štíty